# Conformazioni del DNA
Le conformazioni di DNA a doppia elica fino ad ora evidenziate sono almeno una dozzina. Tre di queste sono ritenute essere presenti in natura: A-DNA, B-DNA e Z-DNA. La forma B è quella originariamente descritta da James Dewey Watson e Francis Crick ed è ritenuta essere quella predominante nelle cellule. Essa è larga 23.7 Å e si estende per 34 Å ogni 10 bp. Questa doppia elica compie un giro completo attorno all'asse ogni 10.4-10.5 paia di basi. Questa frequenza di rotazione, nota come passo dell'elica dipende largamente dalle forze di stacking che ogni base esercita su quelle adiacenti.

## A-, B- e Z-DNA
A-DNA e Z-DNA differiscono in modo significativo nella geometria e nelle dimensioni dal B-DNA, sebbene presentino una struttura a doppia elica. La conformazione A si presenta più frequentemente in campioni di DNA anidro, come negli esperimenti di cristallografia, e negli eteroduplex (eliche ibride da appaiamento di DNA ed RNA). La conformazione Z è invece tipica delle regioni metilate del DNA, nelle quali i filamenti si avvolgono in senso opposto attorno all'asse. Anche il DNA complessato con proteine si conforma spesso in forma Z anche se la sua presenza non è stata ancora dimostrata in vivo.

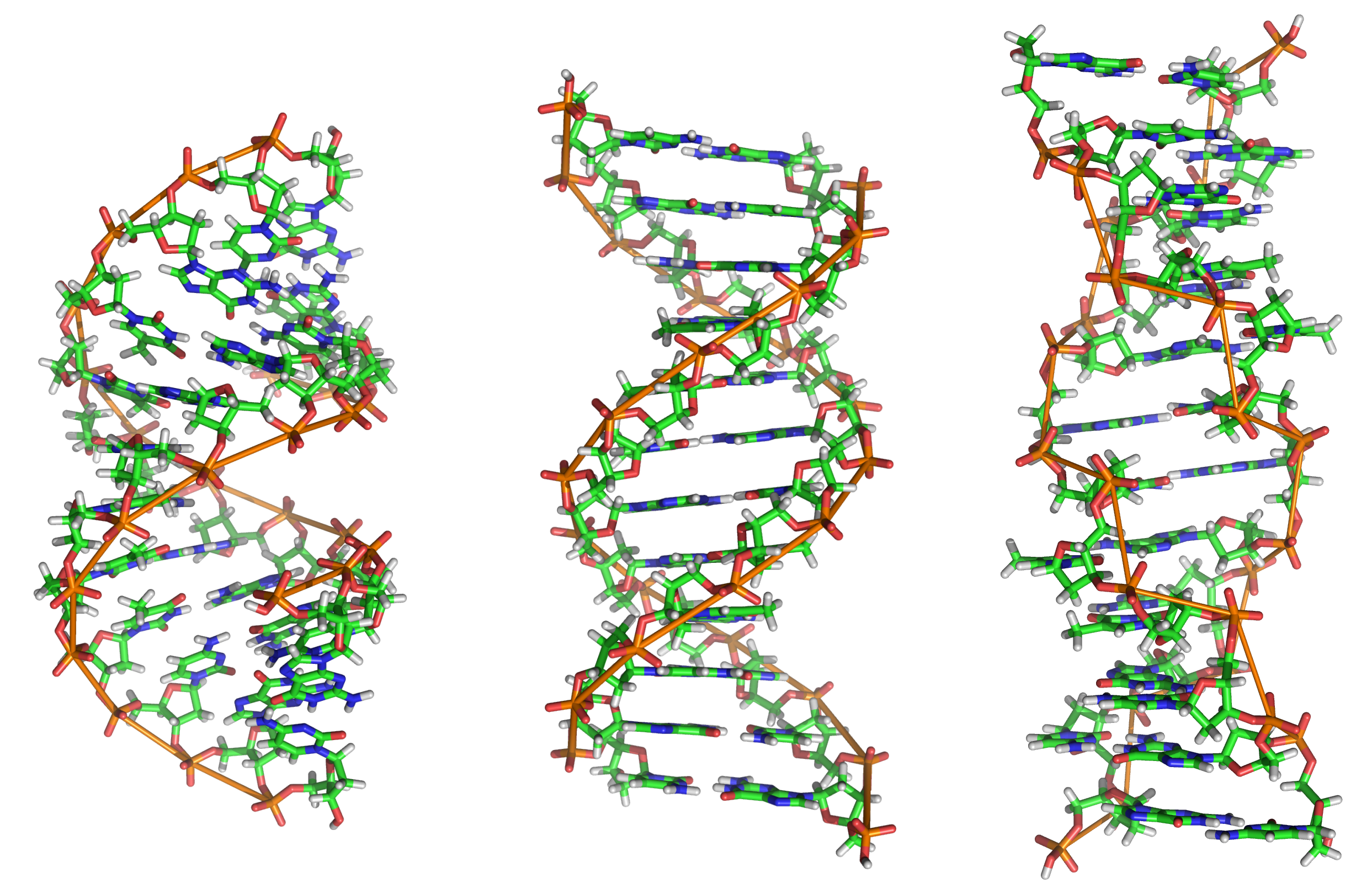
Le strutture di A-, B-, e Z-DNA.

L'asse delle eliche di A-, B-, e Z-DNA.

|                                         | A-DNA         | B-DNA         | Z-DNA         |
| --------------------------------------- | ------------- | ------------- | ------------- |
| Senso dell'elica                        | destrorso     | destrorso     | sinistrorso   |
| Unità ripetuta                          | 1 bp          | 1 bp          | 2 bp          |
| Rotazione/bp                            | 32.7°         | 34.3°         | 60°/2bp       |
| bp medie/giro                           | 11            | 10.5          | 12            |
| Inclinazione delle bp rispetto all'asse | +19°          | -1.2°         | -9°           |
| Passo/bp lungo l'asse                   | 2.3 Å         | 3.32 Å        | 3.8 Å         |
| Passo/giro d'elica                      | 24.6 Å        | 33.2 Å        | 45.6 Å        |
| Propeller twist medio                   | +18°          | +16°          | 0°            |
| Diametro                                | 23 Å (2.3 nm) | 20 Å (2.0 nm) | 18 Å (1.8 nm) |

## Altre conformazioni
Oltre ad A-, B- e Z-DNA, sono possibili anche altre conformazioni. Sono state finora evidenziate C-DNA, D-DNA, E-DNA, H-DNA, L-DNA S-DNA e P-DNA.